# Boronigo (Morter)
Boronigo, Brusnik, Brusnich o Borovonich (in croato: Borovnik) è un isolotto disabitato della Croazia situato nel mare Adriatico, vicino alla costa dalmata settentrionale, a est di Morter. Appartiene all'arcipelago di Sebenico. Amministrativamente, assieme alle isolette circostanti, fa parte del comune Stretto, nella regione di Sebenico e Tenin.

## Geografia
L'isolotto è situato nella parte sud-orientale del canale di Morter (Murterski kanal), tra la parte sud-est dell'isola di Morter e la costa dalmata da cui dista circa 510 m. Si trova a sud-est del porto di Stretto (luka Tijesno) e a est di val Gessera (uvala Jezera), chiamata anche porto Gesserà. Dista circa 850 m da punta Brošćica (rt Brošćica ) che si trova tra i villaggi di Stretto e Gessera (Jezera). Boronigo, che ha la forma di un chicco di riso, ha una lunghezza di 360 m circa, una superficie di 0,049 km², uno sviluppo costiero di 0,86 km e un'altezza di 31 m

### Isole adiacenti
- Luttaz (Ljutac), a nord-ovest, a 200 m[2].
- Bisaccia (Bisaga), 850 m[2] a sud-est.
- Gerbosniac (Hrbošnjak), 820 m[2] a sud.
- Isolotto Scoglio[4] o Scoglich[7] (Školjić), di forma rotonda, con un diametro di circa 120 m[2] e un'area di 0,011 km²[8]; si trova all'ingresso di val Gessera, 810 m[2] a ovest di Boronigo 43°47′02″N 15°39′11″E.

### Cartografia
- (HR) Mappa topografica della Croazia 1:25000, su preglednik.arkod.hr. URL consultato il 26 ottobre 2017.
- G. Giani, Carta prospettiva delle Comuni censuarie della Dalmazia, foglio 6, 1839. Fondo Miscellanea cartografica catastale, Archivio di Stato di Trieste.
- Carta di cabottaggio del mare Adriatico, foglio VII, Milano, Istituto geografico militare, 1822-1824. URL consultato il 17 febbraio 2021 (archiviato dall'url originale il 13 aprile 2013).